# Exercice de l'Arquebuse
L'Exercice de l'Arquebuse était une société de tir de Genève en Suisse. C'est une des plus anciennes sociétés de tir de la ville, attestée depuis 1474. Elle a fusionné en 1856 avec l'Exercice de la Navigation fondé vers le milieu du XVIIe siècle pour former les actuels Exercices de l'Arquebuse et de la Navigation. À cette époque les « exercices » regroupaient ce qu'on appellerait aujourd'hui des miliciens qui s’entraînaient à la défense de Genève.
L'Exercice de l'Arquebuse a été fondé sans doute avant 1474 (un prix fut offert aux arquebusiers en 1474, la plus ancienne trace écrite). Cette date est restée comme année de fondation de l'Exercice de l'Arquebuse.

## Étymologie
Qu'est-ce que l'arquebuse ? Les mots « arquebute », « hacquebute », « harquebouze », etc. sont synonymes d'arquebuse. On l'appelait aussi canon à main ou couleuvrine à main. L'arquebuse à croc était souvent d'un poids considérable. Elle lançait parfois des balles au plomb.

## Histoire

### XVesiècle
D'innombrables mentions sont faites dans les archives de l'État de Genève au sujet de l'Exercice de l'Arquebuse alors dit des couleuvriniers : coups du roi, tirs, tirages, dons, fêtes, marches, combats et réparations exécutées aux divers bâtiments de la Coulouvrenière. La seconde mention de l'Exercice des couleuvriniers date de 1475, année correspondant à « l'envahissement du Pays de Vaud par les cantons ». L'évêque de Genève comprit alors que mieux valait être ami avec les Suisses et engagea des pourparlers qui aboutirent en 1477 au traité de combourgeoisie avec Berne et Fribourg qui devait s'éteindre avec la mort de l'évêque Jean-Louis de Savoie en 1482. Ce premier lien avec les Suisses est l'événement majeur du XVe siècle pour l'histoire locale. Les confréries des Arbalestriers, des Hacquebutiers et autres montrent la suite de cette ancienne organisation militaire, qui dura de manière effective jusque dans les premières années du XVIe siècle. Les hommes d'armes genevois se divisaient à cette époque en deux camps, la Communauté avait ses guets soldés et son Abbaye de Saint-Pierre, le prince-évêque ses gardes et les anciennes confréries formèrent sans doute les premières troupes de Genève.
La couleuvrine qui apparaît dans les premières années du XVe siècle doit son nom à sa forme allongée et à son extrémité en gueule de serpent et son maniement était réalisé par deux hommes. Le tirage (tir) a lieu contre la Tour Maîtresse puis au début du XVIe siècle à la Coulouvrenière (quartier de la Genève hors les murs) où il demeura plusieurs siècles.

### XVIesiècle
La Communauté augmentait sans cesse ses droits aux dépens de ceux de l'Évêque. Les anciennes confréries voient leur importance être considérablement diminuée par la création de corps de milices tout à fait distincts sous les ordres de la Commune et la formation d'hommes en état de porter les armes.
L'Exercice de l'Arquebuse fut en relation avec les exercices militaires suivants : Exercice de l'Arc, Exercice de l'Arbalète, Exercice du Canon, Exercice de la Navigation (fondé par les barquiers qui s'assemblaient au Molard et tiraient à l'oiseau), Exercice des Petits Volontaires, Exercice du Fusil ou des Grands Volontaires (qui suivit la dissolution de l'Exercice de l'Arbalète).
Au XVIe siècle la couleuvrine se déclinait en couleuvrine légitime ou ordinaire ; la bâtarde ou serpentine ; la couleuvrine à chevalet et celle à rouet. Elle continua sa carrière au XVIIe siècle, mais à Genève elle semble disparaître au cours du XVIe siècle puisque seul le Jeu de la Coulouvrinière est mentionné dans les textes. Les couleuvriniers « à main » genevois devinrent par la suite les arquebusiers et participaient à toutes les manifestations officielles.
Les premières ordonnances réglementant le jeu de l'arquebuse remontent à l'année 1548. Le bâtiment puis Hôtel de la Coulouvrenière (Jeu de l'Arquebuse) est mentionné de 1515 à 1584 à partir de faculté de construire jusqu'à celle de réparation de bâtiment et « capite » près du Rhône. En ce siècle le coup du roi était alors bien modeste et ce n'est qu'au XVIIIe siècle qu'il atteindra tout son éclat et son importance. L'essentiel est alors que chaque compagnon arquebusier puise venir prouver son adresse et tenter sa chance pour le coup du roi lui apportant suprême avantage, honneurs et privilèges durant une période où la peste et les guerres font rage aux alentours de la cité. Au XVIe siècle le salaire du roi de l'Arquebuse augmente. En 1531 on voit même une décision en faveur du roi pour qu'il lui soit octroyé « 2 setiers de vin pour une fois » (un setier correspond à environ 54,6 litres). Le roi de l'Arquebuse était toujours accompagné du drapeau lorsque le Petit Conseil le lui permettait. Les privilèges du roi des couleuvriniers consistaient principalement en « l'exemption de la gabelle du vin de son cru; s'il n'en a point, qu'on l'exempte pour six chars de vin; l'exemption de la gabelle du poids de blé pour la provision de sa famille; l'exemption du load d'une maison située à Genève ou sur le territoire de la Seigneurie; l'exemption des péages et subsides ou soit gabelles ». Ils sont maintenus jusqu'en 1580.
À cette époque les arquebusiers sont dirigés par un capitaine qui est choisi au sein du Petit Conseil. Autre charge : le banneret ou porteur d'enseigne.
Dans la deuxième moitié de ce siècle, l'Exercice de l'Arquebuse attira les jeunes gens dans son sein afin d'augmenter les effectifs nécessaires à défendre la cité des entreprises de la maison de Savoie. Le tir était interdit en ville, mais nombre de tireurs à l'arquebuse avaient le sang chaud et finirent en prison pour avoir enfreint l'interdiction. Les arquebusiers sont mis à contribution pour les entrées solennelles du prince-évêque dans la ville ou pour aller au-devant du seigneur de Savoie lors de ses visites.
Le roi du tir au « papeguex » (perroquet juché sur des bâtons) se voyait aussi libéré de quelques impôts pendant l'année de sa royauté. Des invitations pour des tirs extérieurs (Morges, Nyon, Pays de Gex, La Tour-de-Peilz) sont à souligner pour ce siècle contrairement au précédent.
L'arquebuse, jusqu'au commencement de ce siècle, voyait sa charge mise à feu par une mèche allumée enroulée autour du bras droit du couleuvrinier. Ensuite vint l'arquebuse à rouet (avec un silex), puis le mousquet à rouet (plus puissant et plus précis que l'arquebuse, il fut appelé aussi mousqueton). Les deux furent utilisés à Genève jusqu'à la Restauration. Ils furent alors remplacés par le fusil à silex.

### XVIIesiècle
Sans cesse menacée, la cité doit être défendue. Les arquebusiers sont toujours soumis au même devoir et respectent aussi la discipline du siècle précédent. Ils tirent aussi de plus en plus avec leurs voisins suisses renforçant ainsi les liens d'amitié. Genève devient un centre de commerce d'armes et de ravitaillement au cours de ce siècle et les compagnons arquebusiers n'y sont pas étrangers. Ce siècle sera l'introduction de festivités hors du commun, devenant pompeuses à sa fin, pour exploser lors des fastes de l'apothéose de l'ancien régime au XVIIIe siècle. Le seigneur-commis (délégué du Petit-Conseil) apparait au faîte de sa puissance dans la seconde moitié du siècle.

## Sources
- Eugène-Louis Dumont, Exercice de l'arquebuse, 1474-1856, Exercices de l'arquebuse et de la navigation, 1856-1974, éd. Exercices de l'arquebuse et de la navigation, Genève, 1974